# BMW Sauber F1.09
BMW Sauber F1.09 — гоночный автомобиль с открытыми колёсами команды BMW Sauber на сезон 2009 Формулы-1. Презентация машины состоялась 20 января 2009 в Валенсии.

## История
После победы в Гран-при Канады 2008 года команда направила все ресурсы на подготовку к следующему сезону. BMW возлагала большие надежды на новую машину, рассчитывая побороться за чемпионский титул и Кубок Конструкторов. Кроме того, голос BMW Sauber стал решающим при голосовании об использовании KERS, так как в команде надеялись на получение преимущества с помощью этой системы. Однако расчет не оправдался, и при постройке машины инженеры не смогли добиться оптимальной развесовки, что привело к потере общей эффективности машины. Более того, выяснилось, что вес Роберта Кубицы не позволяет установить KERS на его машину, так что он ни разу не выступал с этой системой.
Первые гонки сезона вселяли оптимизм: на Гран-при Австралии Роберт Кубица показал 4-е время в квалификации и боролся за 2-е место в гонке, однако за 3 круга до финиша столкнулся с Себастьяном Феттелем и сошёл; на следующем этапе, Гран-при Малайзии, Ник Хайдфельд смог прорваться с 10-го места на старте на 2-е на финише, принеся команде первый подиум в сезоне. Но все эти результаты были достигнуты благодаря правильной тактике и удачному стечению обстоятельств. По скорости команда находилась во второй половине пелотона, поэтому в следующих восьми гонках было заработано лишь 4 очка. "Двойной диффузор", обеспечивший хорошее начало сезона для коллективов Brawn и Toyota, был внедрен лишь в июне. В этом же месяце команда окончательно отказалась от KERS. Болид был доработан лишь к концу лета, и на Гран-при Бельгии Роберт Кубица и Ник Хайдфельд финишировали 4-м и 5-м соответственно. Польский гонщик смог принести ещё один подиум, заняв 2-е место на предпоследнем этапе чемпионата - Гран-При Бразилии. Благодаря этим результатам BMW смогла занять шестую строчку в Кубке Конструкторов, хотя ещё в середине сезона была на восьмой строчке.
Разочаровывающие результаты команды в условиях финансового кризиса вынудили руководство BMW свернуть программу выступлений в Формуле-1 в конце 2009 года. Команду выкупил её предыдущий владелец Петер Заубер, вернув ей прежнее название Sauber, под которым она выступала с 2010 года по конец 2018 года, после чего была переименована в Alfa Romeo Racing.

## Результаты выступлений в Формуле-1
| Легенда к таблице |                                                                    |
| --- | ------------------------------------------------------------------ |
| В таблице перечислены результаты всех Гран-при Формулы-1, в которых использовался автомобиль. Строками таблицы являются сезоны, столбцами — этапы чемпионата мира. В каждой клетке указаны сокращённое название этапа и результат, дополнительно обозначенный цветом. Расшифровка обозначений и цветов представлена в нижеследующей таблице. |                                                                    |
| \| Пример \| Описание \| \| ------------ \| ------------------------------------------------------------------ \| \| 1 \| Победитель \| \| 2 \| Второе место \| \| 3 \| Третье место \| \| 5 \| Финишировал, заработав очки \| \| Сход \| Не финишировал, но при этом заработал очки \| \| 12 \| Финишировал, не получив очков \| \| НКЛ \| Финишировал, но не попал в финальную классификацию \| \| 15 \| Участвовал вне зачёта, либо по отдельной классификации \| \| 18 \| Не финишировал, но попал в финальную классификацию \| \| Сход \| Не финишировал \| \| НКВ \| Не прошёл квалификацию \| \| НПКВ \| Не прошёл предквалификацию \| \| ДСК \| Дисквалифицирован \| \| ИСК \| Исключён из протокола соревнований \| \| ТТ \| Заявлен для участия только в тренировках \| \| НС \| Участвовал в квалификации, но не стартовал в гонке \| \| Т \| Травмирован или болен \| \| ОТК \| Отказ от участия \| \| НТР \| Прибыл на соревнования, но на трассу не выезжал \| \| НПР \| Был заявлен в числе участников, но не прибыл к началу соревнований \| \| О \| Соревнования отменены \| \| \| Не участвовал \| \| Поул-позиция \| \| \| Быстрый круг \| \| |                                                                    |
| Пример | Описание                                                           |
| 1 | Победитель                                                         |
| 2 | Второе место                                                       |
| 3 | Третье место                                                       |
| 5 | Финишировал, заработав очки                                        |
| Сход | Не финишировал, но при этом заработал очки                         |
| 12 | Финишировал, не получив очков                                      |
| НКЛ | Финишировал, но не попал в финальную классификацию                 |
| 15 | Участвовал вне зачёта, либо по отдельной классификации             |
| 18 | Не финишировал, но попал в финальную классификацию                 |
| Сход | Не финишировал                                                     |
| НКВ | Не прошёл квалификацию                                             |
| НПКВ | Не прошёл предквалификацию                                         |
| ДСК | Дисквалифицирован                                                  |
| ИСК | Исключён из протокола соревнований                                 |
| ТТ | Заявлен для участия только в тренировках                           |
| НС | Участвовал в квалификации, но не стартовал в гонке                 |
| Т | Травмирован или болен                                              |
| ОТК | Отказ от участия                                                   |
| НТР | Прибыл на соревнования, но на трассу не выезжал                    |
| НПР | Был заявлен в числе участников, но не прибыл к началу соревнований |
| О | Соревнования отменены                                              |
| | Не участвовал                                                      |
| Поул-позиция |                                                                    |
| Быстрый круг |                                                                    |

| Сезон | Команда    | Двигатель | Ш | Гонщики   | 1   | 2     | 3   | 4   | 5   | 6    | 7   | 8   | 9   | 10  | 11  | 12  | 13   | 14   | 15  | 16   | 17  | Место | Очки |
| ----- | ---------- | --------- | - | --------- | --- | ----- | --- | --- | --- | ---- | --- | --- | --- | --- | --- | --- | ---- | ---- | --- | ---- | --- | ----- | ---- |
| 2009  | BMW Sauber | BMW V8    | B |           | АВС | МАЛ ‡ | КИТ | БАХ | ИСП | МОН  | ТУР | ВЕЛ | ГЕР | ВЕН | ЕВР | БЕЛ | ИТА  | СИН  | ЯПО | БРА  | АБУ | 6     | 36   |
| 2009  | BMW Sauber | BMW V8    | B | Кубица    | 14  | Сход  | 13  | 18  | 11  | Сход | 7   | 13  | 14  | 13  | 8   | 4   | Сход | 8    | 9   | 2    | 10  | 6     | 36   |
| 2009  | BMW Sauber | BMW V8    | B | Хайдфельд | 10  | 2     | 12  | 19  | 7   | 11   | 11  | 15  | 10  | 11  | 11  | 5   | 7    | Сход | 6   | Сход | 5   | 6     | 36   |

‡ Гонка была прервана из-за погодных условий, гонщики получили половину очков